# 佐々木赫子
佐々木 赫子（ささき かくこ、1939年1月16日 - ）は日本の児童文学作家。日本児童文学者協会会員。

## 略歴
兵庫県神戸市生まれ。岡山大学教育学部卒業。
教職を経て子育て中、巡回図書館の蔵書のなかで児童文学に出会った。1970年夏、日本児童文学者協会主催「幼児教育と幼年文学の講座」を受講して創作活動を開始。1971年大石真らが主宰する 同人誌「子どもの町」掲載の「あしたは雨」が翌年の日本童話会賞を受賞。1973年関英雄を師とする 同人誌「てんぐ」に掲載された「旅しばいの二日間」は日本児童文学者協会新人賞を受賞した。「旅しばいの二日間」を長編化した『旅しばいのくるころ』が処女出版となった。
岡山の農村での疎開体験を素材にした上記2作は、逆境のなかでたくましく生きる子どもたちを描いて感動を呼ぶ作品であるが、一方であっけらかんとしたユーモアを見せる『きらくにいこうぜキックオフ』『勉強しないでいい点とれます』、怪談集「月夜に消える」などの作品もあり、創作の幅は広い。近年は後進の指導と評論活動に重心を移し、戦争や暴力にさらされた子どもたちを描いた未訳作品を紹介した大著『児童文学に見る平和の風景』を上梓している。
門下からはいしいゆみ（「無人島で、よりよい生活!」福島正実記念SF童話賞大賞）や宮内純子（「青い風船」）が出ている。
夫は教育・社会臨床学者の佐々木賢。

## 著作
- 『旅しばいのくるころ』（解説:関英雄、偕成社） 1973 - 児童福祉文化賞奨励賞
- 『あうのはいつも夕方』（童心社） 1979
- 『勉強しないでいい点とれます』（偕成社） 1982
- 『あしたは雨』（偕成社） 1983 - 日本童話会賞
- 『同級生たち』（解説:関英雄、偕成社） 1983 - 日本児童文学者協会賞・新美南吉児童文学賞
- 『きらくにいこうぜキックオフ』（偕成社） 1985
- 『どんぐり三つ、コツンでポン』（講談社） 1984
- 『月夜に消える』（小峰書店） 1988 - 小学館文学賞
- 『となりのユウちゃん』（学習研究社） 1999
- 『児童文学に見る平和の風景』（てらいんく） 2006

### アンソロジー所収の単行本未収録作品
- 「ぶらんこの秘密」（学習研究社、『6年の読み物特集』下） 1992
- 「旭ヶ丘公園のきょうふ」（学習研究社、『3年の読み物特集』下） 1996
- 「新しいお母さんをさがしに」（学習研究社、『話のびっくり箱 4年』上） 1999
- 「そそっかしいのはだれですか?」（学習研究社、『お話びっくり箱 2年』下） 2001
- 「よく似た顔にご用心」（学習研究社、『気・まぐれシュート』） 2001
- 「探偵事務所をひらきます」（偕成社、日本児童文学者協会編、『魔女から電話です』） 2001
- 「退場猫」（全日出版、産経新聞文化部編、『人魚の鱗』） 2004
- 「イチイの木のふしぎ」（新日本出版社、日本児童文学者協会編、『地球の心はなに思う』） 2007
- 「ねこのマタキチ いい天気」（国土社、日本児童文学者協会編、『いたずらがきしたのはだれ?』） 2007
- 「老ネコ探偵マタキチ事件簿 あつかましい居候」（偕成社、日本児童文学者協会編、『学校・なぞのカード事件』）  2007
- 「老ネコ探偵マタキチ事件簿 目撃者ゼロ」（偕成社、日本児童文学者協会編、『心はいつも名探偵』） 2008
- 「誇り高い大工」（偕成社、日本児童文学者協会編、『放課後の怪談 1』） 2009